# Ricardo Berzoini
Ricardo José Ribeiro Berzoini, né le 10 février 1960, est un homme politique brésilien.